# Pańskie Szałasisko
Pańskie Szałasisko, Pańskie Szałasiska  (słow. Panské Salašisko, Panské Salašiská) – polana w Dolinie Suchej Orawickiej (odnoga Doliny Bobrowieckiej Orawskiej) w słowackich Tatrach Zachodnich. Położona jest w odległości 1,5 km od wylotu Doliny Suchej Orawickiej, w miejscu, gdzie od głównego ciągu doliny odgałęzia się na prawo (patrząc od dołu) Żleb pod Siodło. Polana położona jest na stożku napływowym utworzonym przez Suchy Potok i potok spływający Żlebem pod Siodło, na wysokości 960-990 m.
Dawniej Pańskie Szałasisko było główną polaną hali Sucha Dolina należącej do miejscowości Brzozowica. Potwierdza to dokument z 1615 r. Mieszkańcy tej miejscowości wypasali w Dolinie Suchej jeszcze w XIX wieku. Później hala stała się własnością miejscowości Witanowa, a polana nazywała się Witanowską Polaną (Vitanovská poľana). Przed II wojną światową problematykę pasterstwa w słowackich Tatrach Zachodnich badała polska uczona – Zofia Hołub-Pacewiczowa. Podaje ona, że w 1930 r. wypasano tutaj 200 owiec na 1 km², co świadczy o intensywności pasterstwa, ale również o żyzności pastwisk. Dawniej polana była większa i podchodziła głównym ciągiem doliny aż do następnego rozwidlenia doliny pod skałką Cyganka. W górnym końcu polany stały szałasy. W lutym 1945 znaleźli tutaj schronienie mieszkańcy wsi Orawice i Witanowa, gdyż wówczas przez ich miejscowości przebiegała linia frontu.
Do polany Pańskie Szałasisko dochodzi droga leśna, jej odgałęzienie ciągnie się jeszcze kawałek w górę Żlebem pod Siodło. Dawniej przez polanę i dalej Szerokim Żlebem prowadził znakowany szlak turystyczny z Waniczki na Osobitą. Został jednak zamknięty, a całe zbocze Osobitej powyżej Pańskiego Szałasiska zostało objęte ochroną jako obszar ochrony ścisłej Rezervácia Osobitá.